# Diane Guerrero
Diane Guerrero (Passaic, 21 juli 1986) is een Amerikaans actrice en auteur. Ze is het bekendst van haar rol als Maritza Ramos in de Netflix-serie Orange Is the New Black en als Lina in Jane the Virgin. In 2016 bracht ze een autobiografie In the Country We Love: My Family Divided uit, waarin ze haar verhaal over de deportatie van haar familie, toen ze slechts veertien jaar was, vertelt.

## Jeugd
Diane Guerrero werd geboren in Passaic in de Amerikaanse staat New Jersey. Ze woonde echter met haar Colombiaanse ouders en oudere broer in Boston. Als enig familielid die burger van de Verenigde Staten was, bleef ze daar ook toen haar ouders en broer werden gedeporteerd naar Colombia. Dit na vergeefse pogingen om de Amerikaanse nationaliteit te verkrijgen. Zij bleef alleen achter toen ze slechts veertien jaar was. Sindsdien is ze enorm voorstander voor hervormingen binnen het immigratiebeleid in de Verenigde Staten.
Guerrero werd opgevangen door andere Colombiaanse families in de wijken in Boston. Daar ging ze naar Boston Arts Academy, een middelbare school gericht op podiumkunsten. Hier zat ze in het muziekgedeelte; zo zong ze in een jazzgroep. In het hoger onderwijs koos ze eerder voor politicologie en communicatiewetenschap. Na de universitaire studies was haar eerste job dan ook in een advocatenkantoor. 
In 2010 gooide ze het over een andere boeg en besliste ze om een carrière als actrice na te streven. In datzelfde jaar maakte ze nog een verschijning in de muziekvideo van "Faces", van de Bostonse r&b-zanger Louie Bello. In 2011 verhuisde Guerrero naar New York, waar ze voor actrice ging studeren in de Susan Batson Studios. Hier leerde ze haar manager Josh Taylor kennen. 

## Carrière
In 2012 werd Guerrero gecast als Maritza Ramos in de Netflix-serie Orange Is the New Black, een personage opgegroeid in The Bronx, maar met Colombiaanse roots. In seizoen twee maakte ze deel uit van de cast die erkenning kreeg bij de Screen Actors Guild Awards, in de vorm van de prijs voor een "Uitstekende Prestatie door een Ensemble in een Comedyserie". De volgende twee jaren verdienden ze deze opnieuw. Guerrero bleef deel van deze cast tot en met het vijfde seizoen in 2017. In 2019 was ze er weer te zien voor het zevende en laatste seizoen.
In 2014 werd Guerrero gecast voor een terugkerende rol als Lina, in de CW-serie Jane the Virgin. In februari 2015 werd ze gecast als de vrouwelijke hoofdrol in de pilot van een televisieserie van CBS, genaamd Super Clyde. De serie werd echter niet gelanceerd. In 2017 werd ze gecast als een hoofdrol voor het tweede seizoen Superior Donuts.
In 2016 bracht Guerrero In the Country We Love: My Family Divided uit: een autobiografie die beschrijft hoe haar ouders werden vastgehouden en gedeporteerd toen ze veertien jaar was. Het boek schreef ze samen met Michelle Burford en werd uitgebracht door Henry Holt and Co. Een dramaserie gebaseerd haar memoires werd door CBS gepland, met Guerrero in de hoofdrol. In 2017 besliste CBS om er niet in verder te gaan, waarna Fox het overnam. Er is echter nog geen pilotaflevering verschenen.
Na de release van Guerrero's boek In the Country We Love: My Family Divided, bracht ze ook My Family Divided uit. Deze autobiografie is zeer gelijkend op haar vorige, maar deze is op jongere kinderen gericht. Een van de redenen om ook een versie voor een jonger publiek te maken, lag bij het feit dat Guerrero voelde dat kinderen die zich in haar situatie bevonden, niet wisten hoe ze ermee om moesten gaan. Zo zegt ze zelf dat ze nooit iets zoals haar verhaal had gelezen; ze had geen referenties en voelde zich heel eenzaam.
Sinds april 2018 presenteert ze de podcast How It Is van Hello Sunshine. In juli 2018 voegde Guerrero zich bij de cast van Doom Patrol, een serie van DC Universe, als Crazy Jane. In 2019 maakte de serie haar debuut.

## Filmografie
- International Standard Name Identifier: 0000 0004 5292 5937
- Library of Congress Control Number: n2015066372
- MusicBrainz: 5958a781-1fa5-4d4f-a027-9caba2943eaf
- Virtual International Authority File: 8145003639961340868
- WorldCat: E39PBJkhMfrd3ppJvTbHCHDyVC